# Stazione di Nakano

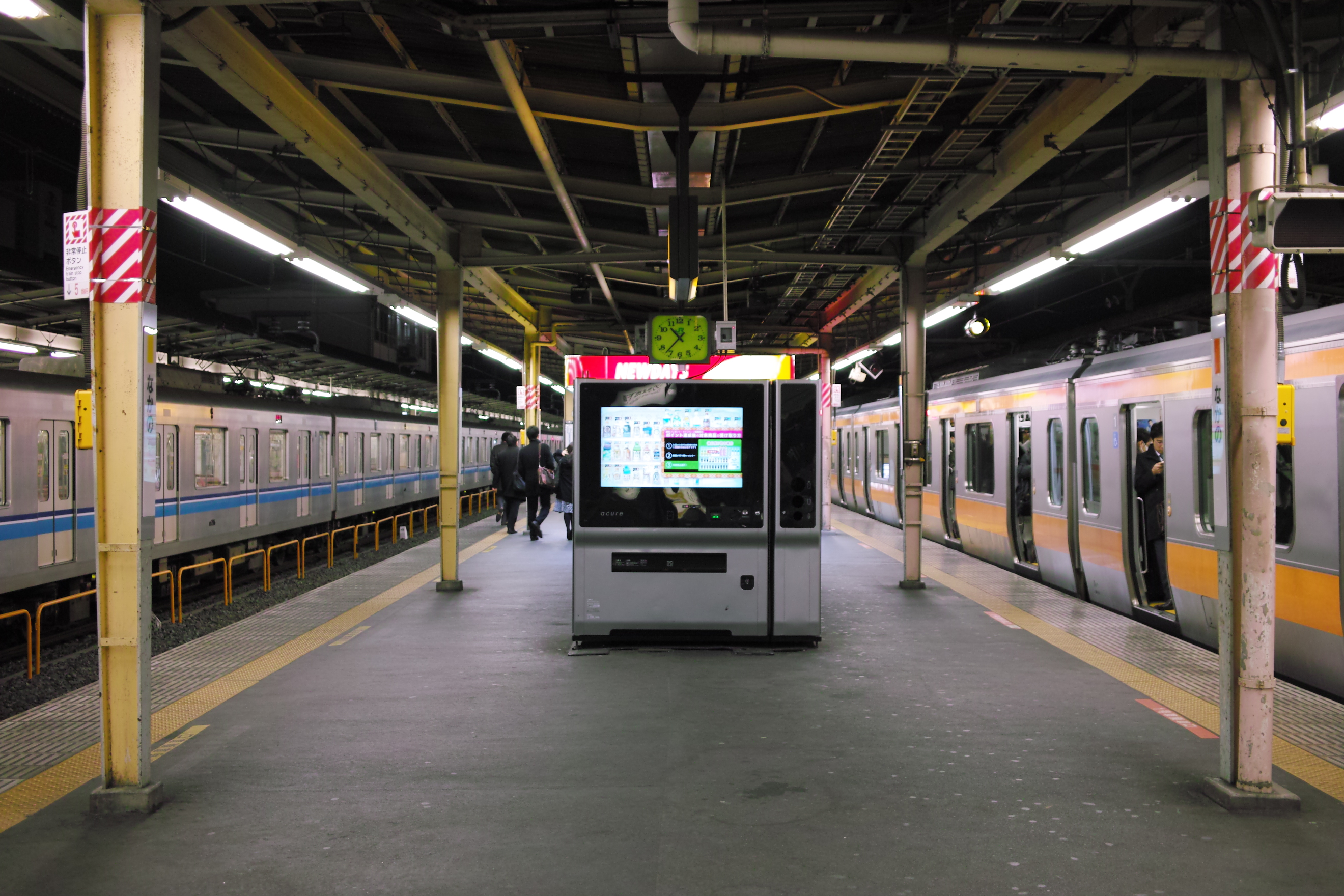
stazione nakano

La Stazione di Nakano (中野駅?, Nakano-eki) è una stazione ferroviaria di Tokyo che serve le linee Chūō Rapida e Chūō-Sōbu, nonché la linea Tōzai della metropolitana di Tokyo, i cui treni possono proseguire sino a Mitaka continuando sulla linea Chūō. La stazione è dotata di 4 piattaforme a isola che servono 8 binari.

## Linee

### Treni
East Japan Railway Company
■ Linea Chūō-Sōbu
■ Linea Rapida Chūō

### Metropolitana
Tokyo Metro
 Linea Tōzai